# Domnina Syrská
Svatá Domnina Syrská nebo také Domnina Mladší († kolem roku 460, Sýrie) byla křesťanská asketka.
Život svaté Domniny sepsal Theodoretos z Kyrrhu ve svém díle Cirkevní dějiny, obsahující životy třiceti asketů.
Narodila se v syrském městě Kyrrhos zbožným rodičům. Od mladého věku toužila po životě v askezi a napodobovala svatého Marona stavbou chatrče v rohu matčiny zahrady. Její jedinou potravou byla čočka namočená ve vodě. Brzy ráno a znovu v noci se chodila modlit do chrámu a oslavovat Boha. Vždy se zakrývala pláštěm, aby jí nikdo neviděl do tváře. Theodoretos psal, že mluvila „tiše a nezřetelně a její slova vždy provázely slzy“. Měla 250 následovnic, které trávily čas ruční prací a mykáním vlny.
Po dlouhém životě strohého asketismu zemřela okolo roku 460.
Její svátek je připomínán 1. března (14. března – juliánský kalendář).